# Olipara namibiana
Olipara namibiana är en insektsart som först beskrevs av Van Stalle 1987.  Olipara namibiana ingår i släktet Olipara och familjen kilstritar. Inga underarter finns listade i Catalogue of Life.